# Miltochrista convexa
Miltochrista convexa är en fjärilsart som beskrevs av Alfred Ernest Wileman 1910. Miltochrista convexa ingår i släktet Miltochrista och familjen björnspinnare. Inga underarter finns listade i Catalogue of Life.